# Liste der Auslandsvertretungen von Laos

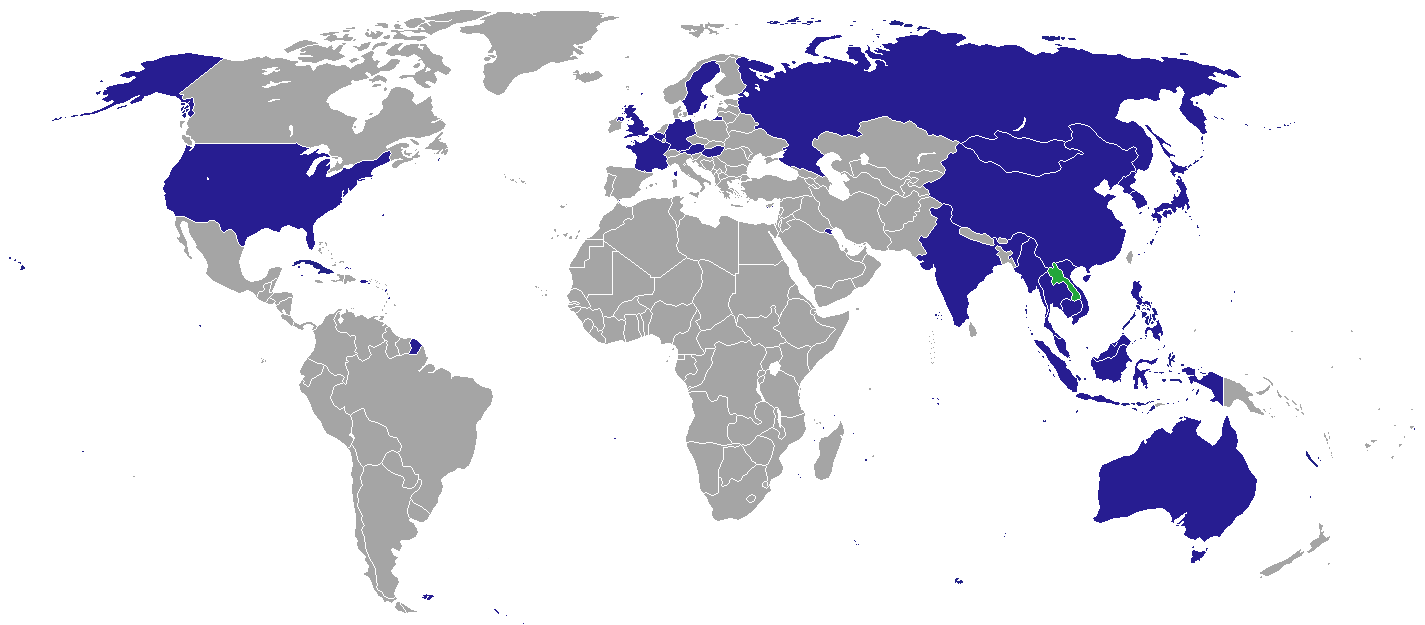
Standorte der diplomatischen Vertretungen von Laos

Dies ist eine Liste der diplomatischen und konsularischen Vertretungen von Laos.

## Diplomatische und konsularische Vertretungen

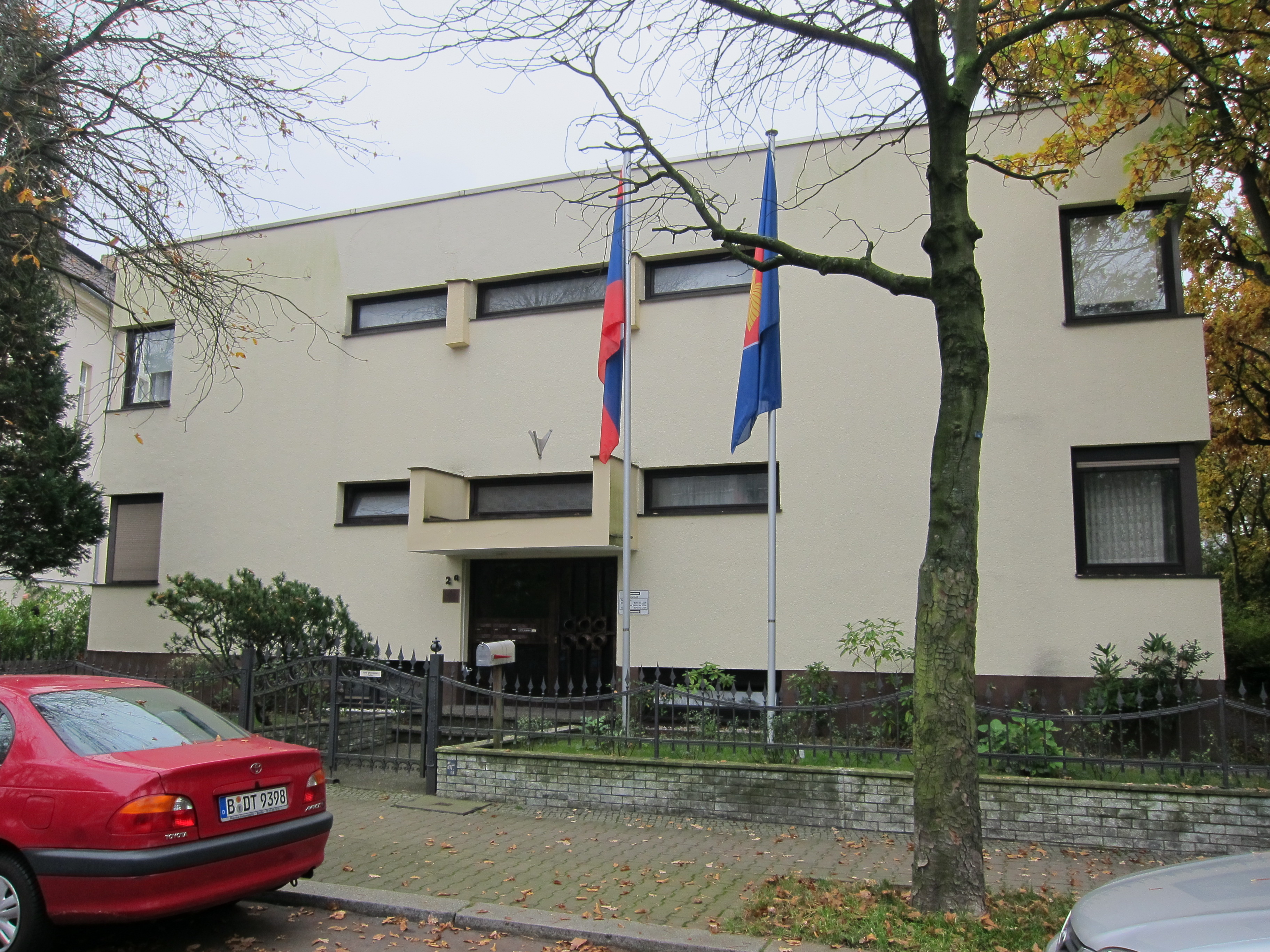
Botschaft von Laos in Berlin

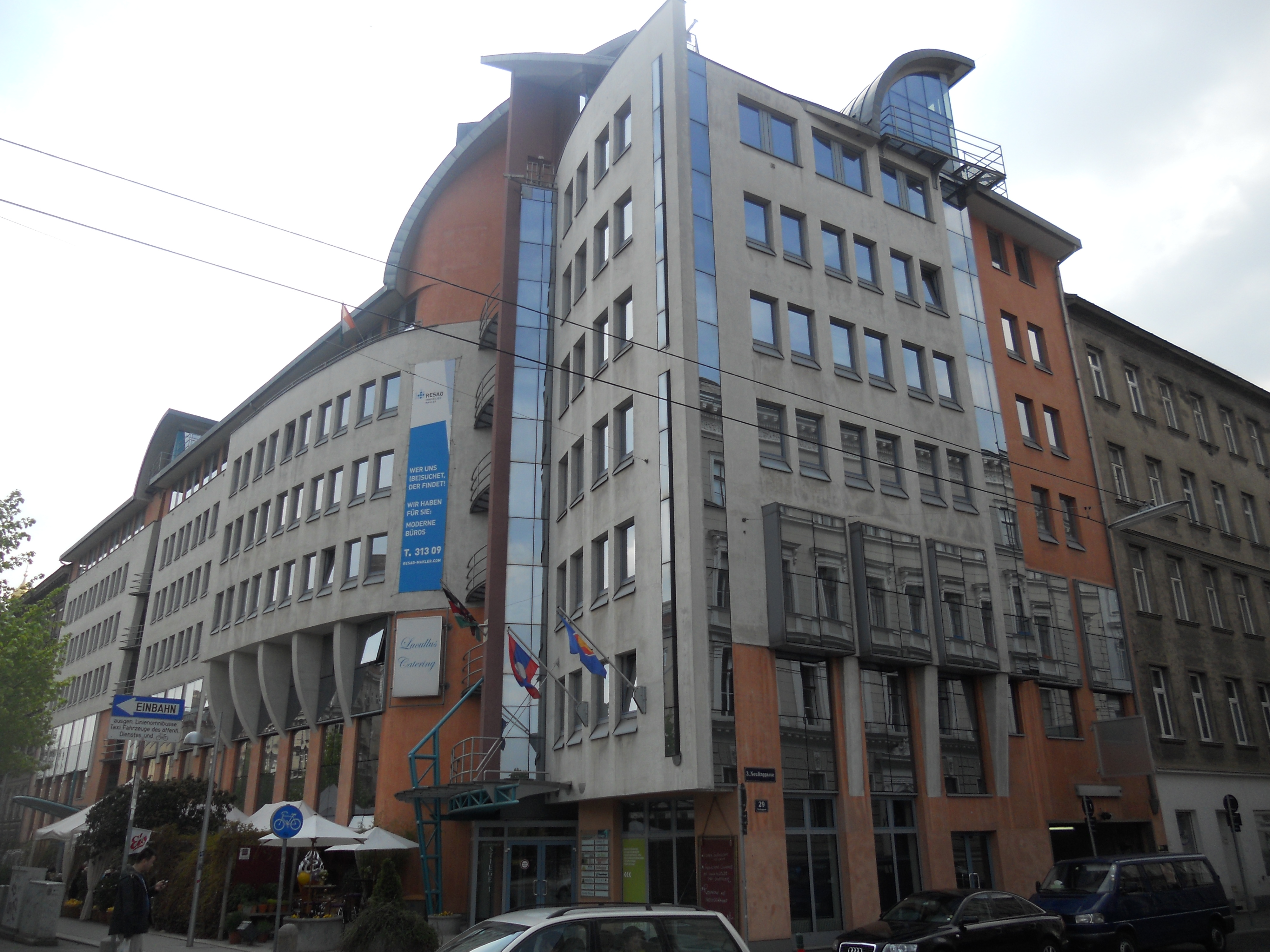
Botschaft von Laos in Wien

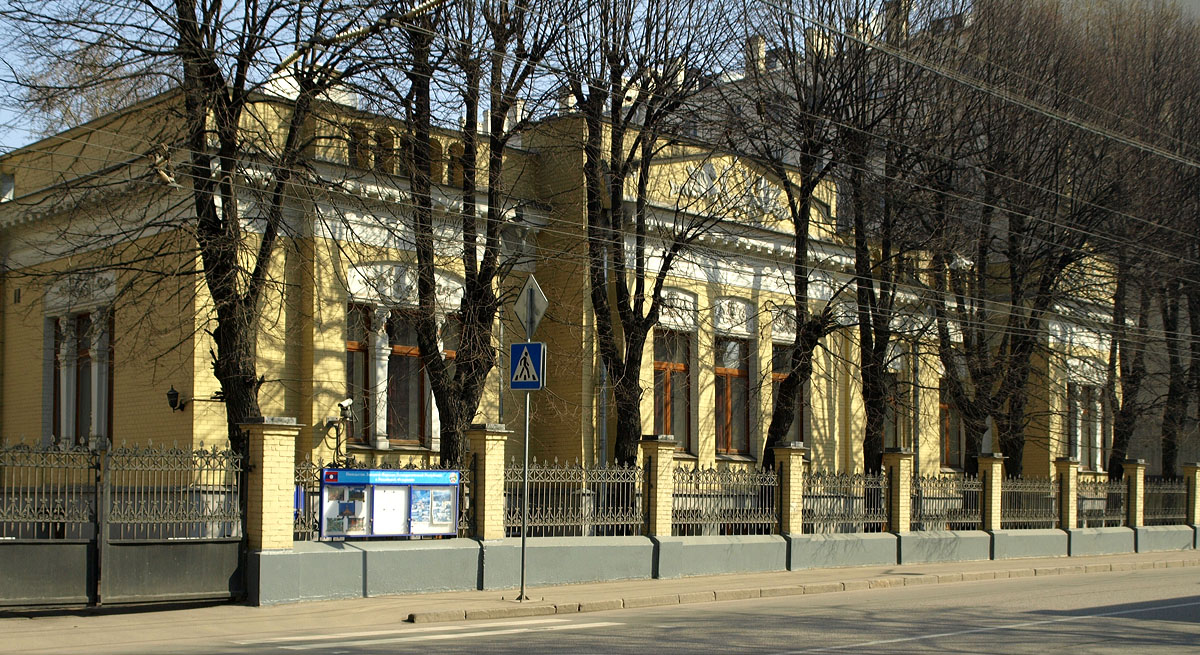
Botschaft von Laos in Moskau

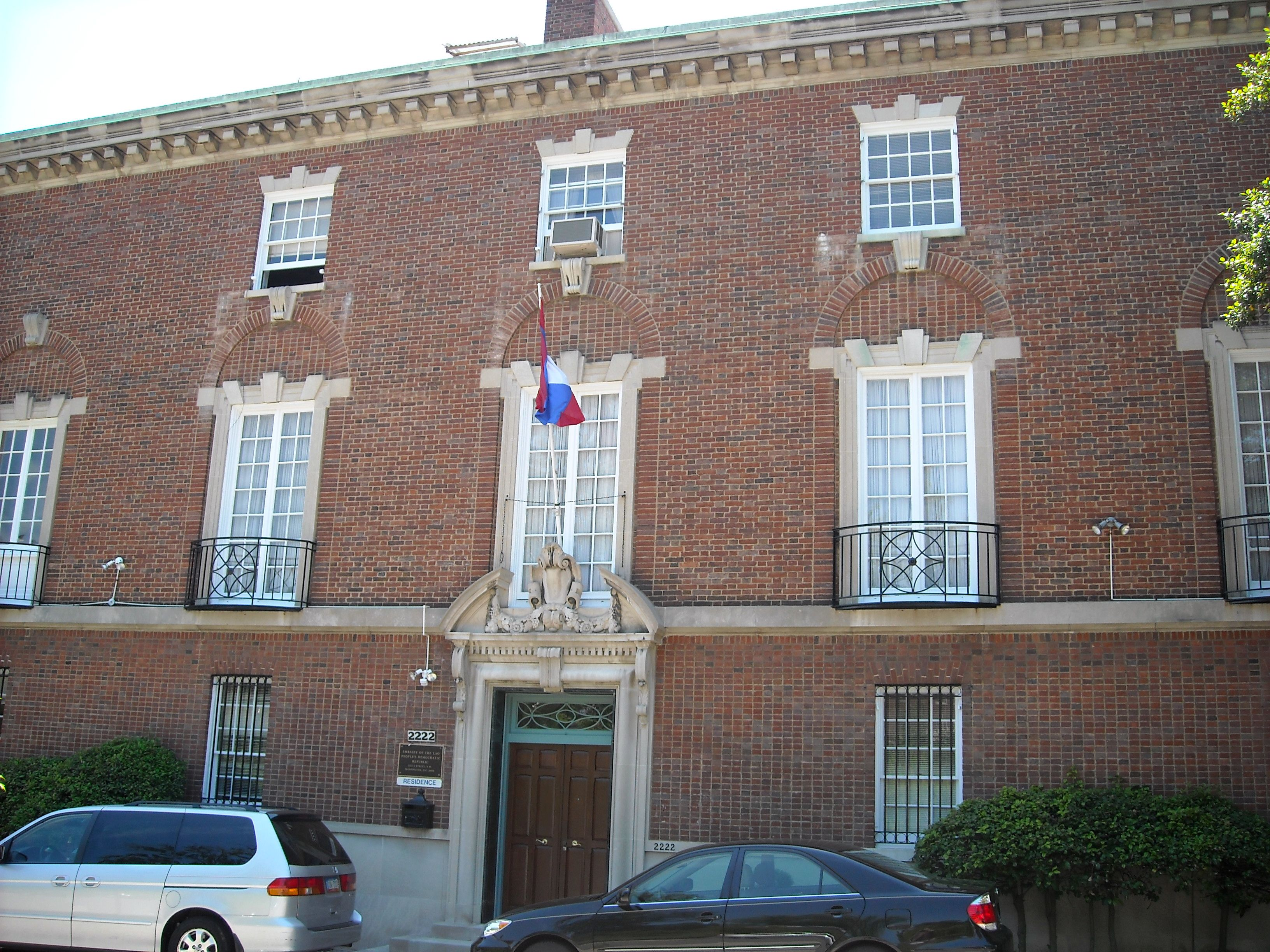
Botschaft von Laos in Washington, D.C.

### Asien
| - Brunei: Bandar Seri Begawan, Botschaft - Volksrepublik China: Peking, Botschaft - Volksrepublik China: Guangzhou, Generalkonsulat - Volksrepublik China: Hongkong, Generalkonsulat - Volksrepublik China: Kunming, Generalkonsulat - Volksrepublik China: Nanning, Generalkonsulat - Volksrepublik China: Shanghai, Generalkonsulat - Volksrepublik China: Jinghong, Büro - Indien: Neu-Delhi, Botschaft - Indonesien: Jakarta, Botschaft - Japan: Tokyo, Botschaft - Kambodscha: Phnom Penh, Botschaft | - Malaysia: Kuala Lumpur, Botschaft - Mongolei: Ulaanbaatar, Botschaft - Myanmar: Rangun, Botschaft - Nordkorea: Pjöngjang, Botschaft - Philippinen: Manila, Botschaft - Singapur: Singapur, Botschaft - Südkorea: Seoul, Botschaft - Thailand: Bangkok, Botschaft - Thailand: Khon Kaen, Generalkonsulat - Vietnam: Hanoi, Botschaft - Vietnam: Đà Nẵng, Generalkonsulat - Vietnam: Ho-Chi-Minh-Stadt, Generalkonsulat |

### Australien und Ozeanien
- Australien: Canberra, Botschaft

### Europa
| - Belgien: Brüssel, Botschaft - Deutschland: Berlin, Botschaft - Frankreich: Paris, Botschaft - Österreich: Wien, Botschaft | - Russland: Moskau, Botschaft - Schweden: Stockholm, Botschaft - Vereinigtes Königreich: London, Botschaft |

### Nordamerika
- Kuba: Havanna, Botschaft
- Vereinigte Staaten: Washington, D.C., Botschaft

## Vertretungen bei internationalen Organisationen
- ASEAN: Jakarta, Ständige Mission
- Vereinte Nationen: New York, Ständige Mission